# Mimicogryllus
Mimicogryllus är ett släkte av insekter. Mimicogryllus ingår i familjen syrsor.
Kladogram enligt Catalogue of Life:
| Mimicogryllus | \| \| Mimicogryllus hymenopteroides \| \| \| \| \| \| Mimicogryllus maculatus \| \| \| \| |
|               | \| \| Mimicogryllus hymenopteroides \| \| \| \| \| \| Mimicogryllus maculatus \| \| \| \| |
|               | Mimicogryllus hymenopteroides                                                             |
|               |                                                                                           |
|               | Mimicogryllus maculatus                                                                   |
|               |                                                                                           |